# لاشانا لینچ
لاشانا لینچ (انگلیسی: Lashana Lynch؛ زادهٔ ۲۷ نوامبر ۱۹۸۷) بازیگر اهل بریتانیا است. او برای حضور در فیلم‌های ابرقهرمانی دنیای سینمایی مارول، کاپیتان مارول (۲۰۱۹) و دکتر استرنج در چندجهانی دیوانگی (۲۰۲۲) و بازی در نقش مأمور سرویس اطلاعات مخفی در فیلم جاسوسی زمانی برای مردن نیست (۲۰۲۱) شناخته شده‌است. او در سال ۲۰۲۲ برندهٔ جایزه ستاره نوظهور بفتا شد.

## فیلم‌شناسی

### فیلم
| سال  | عنوان                           | نقش                        | توضیحات      |
| ---- | ------------------------------- | -------------------------- | ------------ |
| ۲۰۱۲ | دختران سریع                     | بیل نیومن                  |              |
| ۲۰۱۳ | پودر روم                        | لورا                       |              |
| ۲۰۱۶ | برادری                          | اشانتی                     |              |
| ۲۰۱۹ | کاپیتان مارول                   | ماریا رمبو                 |              |
| ۲۰۲۰ | ماجراهای بین کهکشانی ماکس کلود  | شی                         |              |
| ۲۰۲۱ | زمانی برای مردن نیست            | نومی                       |              |
| ۲۰۲۱ | گوش در برابر چشم                | زن یواس                    |              |
| ۲۰۲۲ | دکتر استرنج در چندجهانی دیوانگی | ماریا رمبو / کاپیتان مارول | حضور افتخاری |
| ۲۰۲۲ | پادشاه زن                       | ایزوجی                     |              |
| ۲۰۲۲ | ماتیلدا موزیکال                 | میس هانی                   |              |
| ۲۰۲۴ | فیلم بدون عنوان باب مارلی       | ریتا مارلی                 | فیلم‌برداری   |